# Баранкин, будь человеком!
«Бара́нкин, будь челове́ком!» — советская сказочная повесть Валерия Медведева. Впервые опубликована в журнале «Пионер» за 1962 год (№ 6—8) с рисунками Ю. Владимирова и Ф. Терпецкого. В повести рассказывается о приключениях двух друзей-школьников, которые, мечтая о беззаботном существовании, попытались превратиться в птиц, а затем в насекомых в надежде, что это облегчит им жизнь.
Отдельным изданием вышла в том же 1962 году с иллюстрациями Генриха Валька. Впоследствии многократно переиздавалась и была переведена на множество иностранных языков. Уже в 1960-е годы повесть была экранизирована в виде мультфильма, по ней были поставлены оперетта и детская опера. За первой повестью последовали продолжения, сложившиеся в цикл произведений Валерия Медведева о школьнике Юре Баранкине.
Прототипами героев цикла стали одноклассники писателя — ученики челябинской школы № 1.
Повесть имеет подзаголовок «36 событий из жизни Юры Баранкина...»; составляющие её главы названы «событиями». В первой (журнальной)  публикации подзаголовок выглядел как «Восемь вполне ВЕРОЯТНЫХ и двадцать восемь совершенно НЕВЕРОЯТНЫХ событий из жизни Юрия Баранкина...».

## Сюжет
Два приятеля-школьника — Юра Баранкин (от чьего лица ведётся повествование) и Костя Малинин — в самом начале учебного года получают двойки по геометрии, что вызывает критику со стороны их одноклассников. Староста класса Зинка Фокина в очередной раз обращается к Юре с ненавистной ему фразой «Баранкин, будь человеком!» и вдруг слышит в ответ, что он «устал быть человеком». От обоих мальчишек требуют как можно скорее исправить оценки, потому им в воскресенье предстоит заниматься подготовкой к уроку вместе с отличником Мишкой Яковлевым. А потом ещё и придётся вместе с другими учениками сажать деревья на дворе. Воскресным утром Баранкин, размышляя о своей жизни, приходит к выводу, что предпочитает стать вольной пташкой, которой не надо ходить в школу, делать уроки и пр. Он сообщает Малинину, что ночью сочинил заклинание, благодаря которому они смогут превратиться в воробьёв. Действительно, произнеся заклинание, Юра и Костя становятся воробьями. Однако надежды на лёгкую приятную жизнь без хлопот не оправдались: сначала на них нападает другой воробей, потом их чуть не съедает кошка, а соседский мальчик Венька стреляет в них из рогатки. Воробьиха, приняв их за своих детей, приводит ребят к скворечнику, где целая стая воробьёв вступает в драку за обладание этим шикарным жилищем. Баранкин и Малинин решают, что им такое беспокойное существование не подходит, и решают превратиться в бабочек.
И вот Малинин становится махаоном, а Баранкин — капустницей. Но тут же у них снова начинаются неприятности: сначала на их глазах бабочку склевал воробей, затем на клумбе их попытались убить мальчишки, приняв за вредителей цветов. Наконец, девочки во главе со старостой Зинкой Фокиной, заметив Костю-махаона, учинили за ним погоню с сачком, горя желанием заполучить редкий экземпляр для пополнения коллекции чешуекрылых. Баранкин уговаривает Малинина скорее превратиться в трутней, так как трутни, по его мнению, уж наверняка наслаждаются бездельем. Но вдруг Малинин начинает впадать в спячку, а затем по ошибке произносит заклинание о превращении в «мураша». Баранкин следует за ним.
Став чёрными муравьями, мальчики волей-неволей сразу вливаются в коллективный труд новых собратьев, которые носят хвойные иголки, веточки и комочки земли в муравейник. Баранкин пытается устроить «бунт»: он бросает работу, объявив, что сегодня — выходной день. Муравьи, впервые услышав о наличии каких-то неведомых им «выходных», устраивают суд над бунтовщиками и приговаривают их к смерти. Но в это время на чёрных муравьёв нападают рыжие муравьи-мирмики. Баранкин с Малининым сначала прячутся на цветке, но затем, увидев ещё один подступающий отряд мирмиков, Малинин бросается на них в атаку. Когда группа мирмиков начинает преследовать их, ребята хватаются за плывущую по воздуху паутинку, и ветер уносит их от преследователей. Оказавшись как будто в безопасном месте, Юра и Костя произносят заклинание, чтобы вернуть себе человеческий облик, но в последний момент Баранкин видит, как Малинина хватает на лету стриж…
Баранкин приходит в себя в виде человека, будучи уверен, что случилось непоправимое: нет у него больше друга — Костя погиб. Но Малинин вскоре появляется и выражает радостное удивление при виде Юры: он-то считал, что это Баранкина схватил стриж. Ребята обсуждают произошедшее и понимают, что лучше всего быть людьми. Они встречают одноклассников и с радостью начинают готовиться к уроку, а потом принимаются сажать деревья. В дальнейшем Баранкин и Малинин стали лучше учиться, а Зинка Фокина перестала говорить при каждом удобном случае: «Баранкин, будь человеком!»

## Отзывы
Наталья Баева пишет о том, что в повести Медведева «два отпетых лентяя, Баранкин и Малинин, повторили попытку Пиноккио пожить беззаботно», при этом автор очень весело и ненавязчиво «приводит маленького читателя к философским понятиям свободы и необходимости»:

Свобода — это осознанная необходимость… и только. А выбирать между разными «необходимостями» не дано никому, кроме человека. И школьная «двойка» — это то, что поправить совсем несложно, а вот в мире животных «двойка» — это несданный экзамен на жизнеспособность, это смерть.

Таким образом, образование оказывается тем, что «отличает, всё более отдаляет человека от животного, это то, что взращивает его человеческое начало. Значит, чем выше образование — тем его обладатель СВОБОДНЕЕ!».

## Адаптации

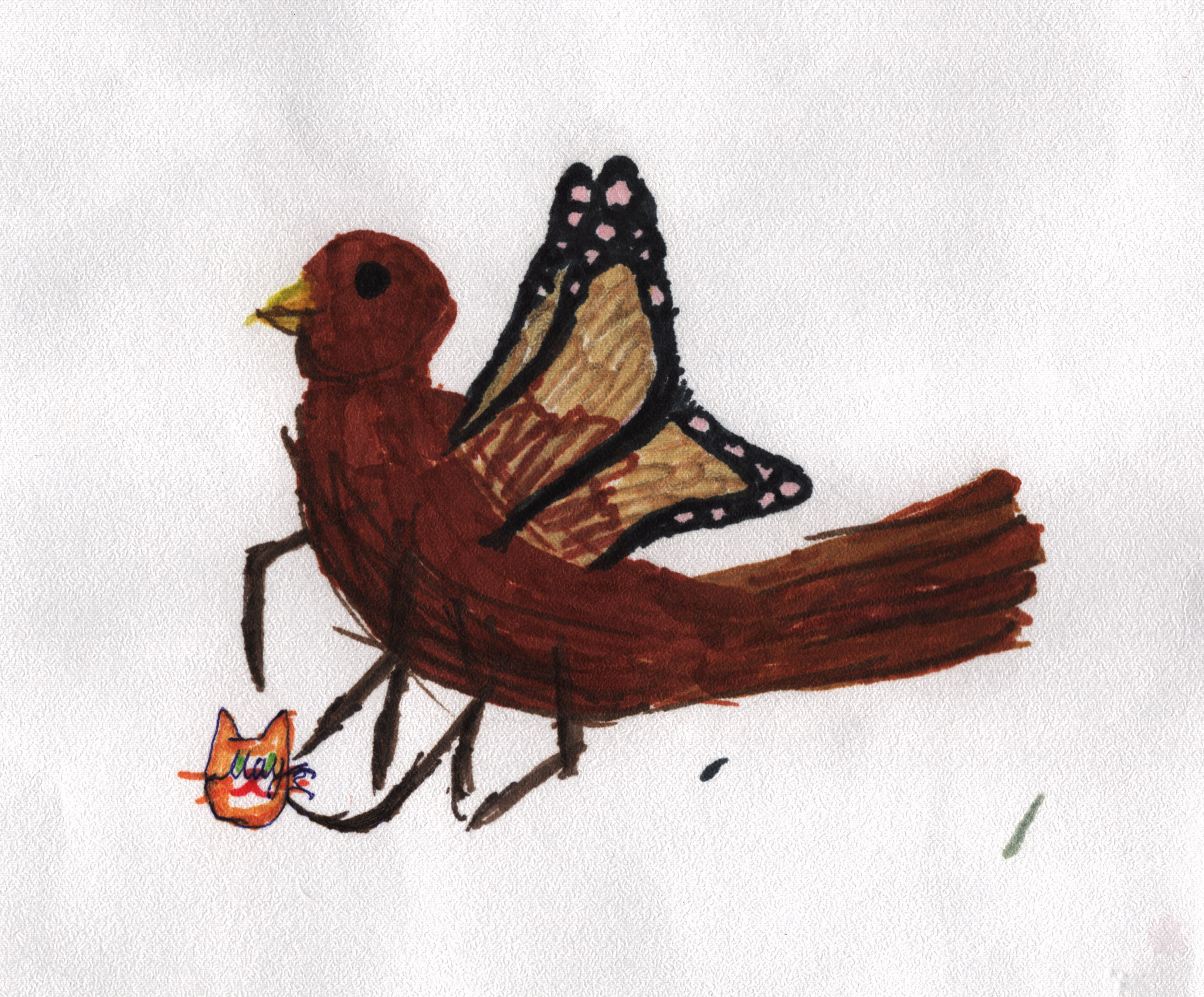
Воробей, бабочка и муравей — три животных, в которых превращался Баранкин с другом. Художник К. Крижановская, 2023.

В 1963 году режиссёр Александра Снежко-Блоцкая сняла по повести одноимённый рисованный мультфильм, удостоенный бронзовой медали на XV фестивале фильмов для детей и юношества в Венеции (1963).
По сюжету повести в 1960-е годы была поставлена одноимённая оперетта на музыку Серафима Туликова (текст песен Г. Ходосова, режиссёр А. Закс) в Московском театре оперетты. В 1989 году увидела свет рампы опера Ефрема Подгайца «Мы были воробьями» (для исполнения детьми) на либретто Льва Яковлева по мотивам той же повести; в первой постановке партию Юры Баранкина исполнял школьник — артист Детского музыкального театра юного актёра Коля Басков. В XXI веке этот музыкальный спектакль под названием «Баранкин, будь человеком!» в постановке А. Л. Фёдорова присутствует в репертуаре ДМТЮА.
В 1972 году «Мелодия» выпустила грампластинку с аудиоспектаклем. В 1980 году Украинская студия хроникально-документальных фильмов создала диафильм в двух частях «Баранкин, будь человеком!» с иллюстрациями Марка Драйцуна.

## Цикл о Юре Баранкине
В дальнейшем Валерий Медведев выпустил ещё две книги: в 1977 году «Сверхприключения сверхкосмонавта» (с подзаголовком «Двадцать воспоминаний Юрия Баранкина о себе самом, написанные им самим») и в 1989 году «Неизвестные приключения Баранкина» (изначально была опубликована в журнале по частям под названием «Великая погоня, или И снова этот Баранкин»). Вместе все три книги иногда издаются под общим названием «Фантазии Баранкина» или «Приключения Баранкина».
«Неизвестные приключения Баранкина» является своего рода приквелом, так как её события происходят примерно за четыре месяца до событий «Баранкин, будь человеком!». В то же время «Сверхприключения сверхкосмонавта» с данным циклом, по сути, никак не связана: главный герой является полным тёзкой Юры Баранкина из других двух книг, который в тексте прямо упомянут как литературный персонаж.
За две первые повести цикла писатель удостоился почётных наград: Премии имени Х. К. Андерсена (1980, почётный диплом Международного совета по детской и юношеской литературе) и Государственной премии имени Н. К. Крупской (1983).